# Mario Otazú
Mario Nicolás Otazú Vera (Lambaré, Paraguay; 5 de julio de 1996) es un futbolista paraguayo. Juega de centrocampista y su equipo actual es el San Antonio Bulo Bulo de la Primera División del fútbol boliviano.

## Trayectoria
Para el 2024 ficha por la Universidad Técnica de Cajamarca para afrontar la Liga 1 2024. El club acabó en el puesto 15 de la tabla de la Liga 1 2024 al final de la temporada, salvándose del descenso dramáticamente. Jugó 18 partidos y no logró anotar goles.
Para el 2025 ficha por San Antonio Bulo Bulo para afrontar la Copa Libertadores 2025.

## Clubes
| Club                            | País          | Año           | Partidos | Goles |
| ------------------------------- | ------------- | ------------- | -------- | ----- |
| Club Olimpia                    | Paraguay      | 2018-2021     |          |       |
| Fulgencio Yegros (préstamo)     | Paraguay      | 2018          | 24       | 5     |
| Sol de América (préstamo)       | Paraguay      | 2019          | 13       | 0     |
| Sportivo San Lorenzo (préstamo) | Paraguay      | 2019-2020     | 24       | 0     |
| River Plate                     | Paraguay      | 2021          | 23       | 3     |
| Guaireña F. C.                  | Paraguay      | 2021-2022     | 22       | 8     |
| Colón (préstamo)                | Argentina     | 2022          | 2        | 0     |
| Guaireña F. C.                  | Paraguay      | 2023          | 12       | 1     |
| Tacuary F. C. (préstamo)        | Paraguay      | 2023          | 7        | 1     |
| UTC de Cajamarca                | Perú          | 2024          | 18       | 0     |
| San Antonio Bulo Bulo           | Bolivia       | 2025          |          |       |
| Total carrera                   | Total carrera | Total carrera | 135      | 18    |